# 科爾克瓦拉尼山
18°04′12″S 69°04′05″W / 18.07000°S 69.06806°W

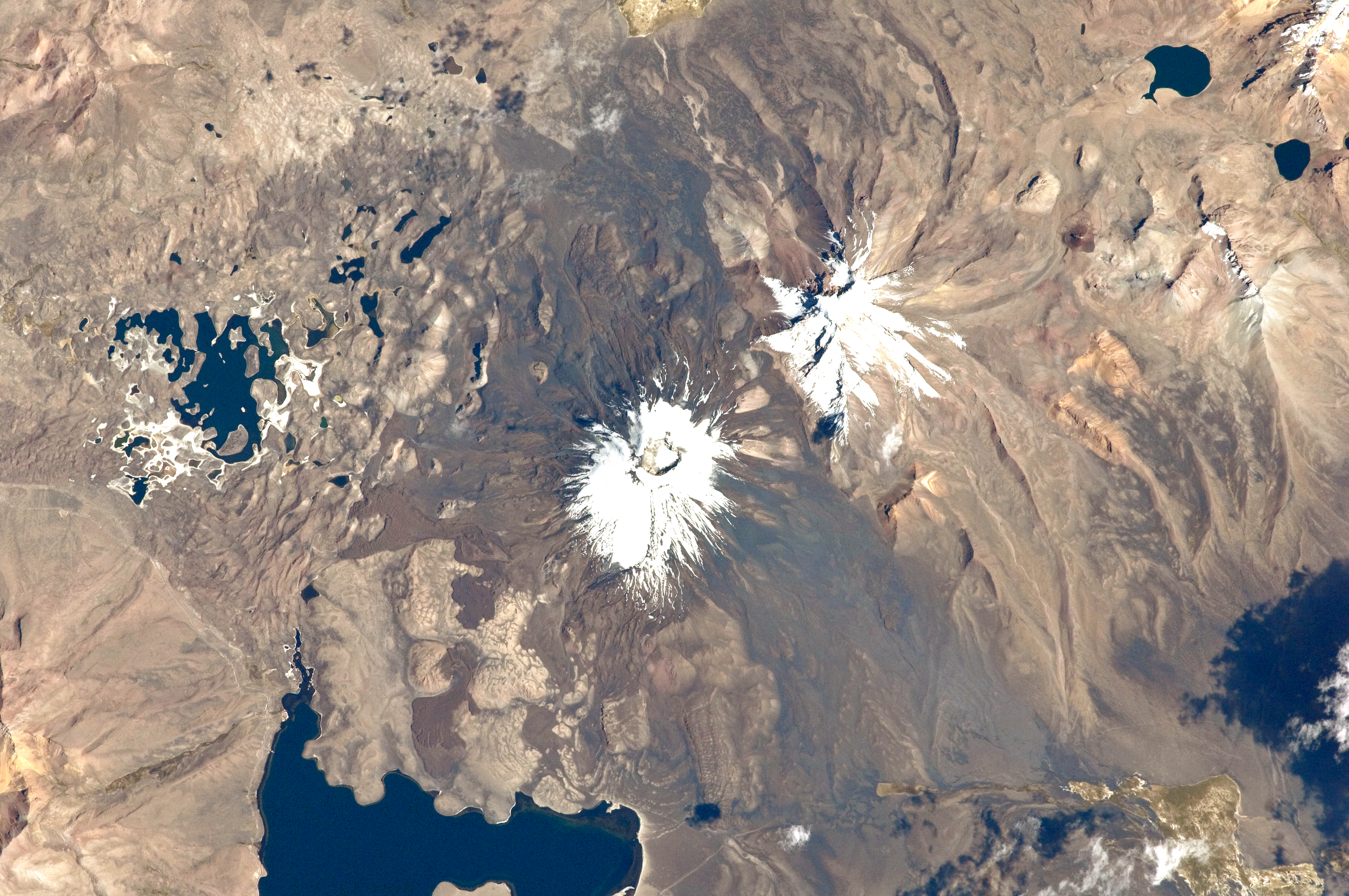

科爾克瓦拉尼山（Qullqi Warani），是玻利維亞的山峰，位於該國西部奧魯羅省，處於薩哈馬火山和帕蒂利亞帕塔火山西北面、帕科卡瓦山以北、希斯卡孔多里里山東南面，毗鄰與智利接壤的邊境，屬於安第斯山脈的一部分。